# Suhoi Su-30MKK
Suhoi Su-30MKK (Mnogofunktzionniy Kommercheskiy Kitayski (alfabetul chirilic: Многофунктционний Коммерческий Китайский) (NATO: Flanker-G) este o versiune de export a avionului de luptă multirol Suhoi Su-30 care din 1999 este construită de KnAAPO și Shenyang Aircraft Corporation pentru Forțele Aeriene Chineze.